# Gianni Antoniazzi
Gianni Ricardo Antoniazzi (* 5. September 1998 in Glarus) ist ein Schweizer Fussballspieler.

## Karriere

### Verein
Antoniazzi begann seine Laufbahn beim FC Linth 04, bevor er in die Jugend des FC Zürich wechselte. Zur Saison 2016/17 wurde er in das Kader der zweiten Mannschaft befördert, für die er bis Saisonende 19 Spiele in der drittklassigen Promotion League absolvierte. In der folgenden Spielzeit bestritt er 15 Partien in der dritthöchsten Schweizer Spielklasse. Nach drei weiteren Ligaspielen für die FCZ-Reserve schloss er sich Anfang 2019 auf Leihbasis dem liechtensteinischen Hauptstadtklub FC Vaduz an. Am 2. Februar desselben Jahres, dem 19. Spieltag, gab er beim 0:2 gegen den Servette FC sein Profidebüt in der zweitklassigen Challenge League. Im März 2019 wurde Antoniazzi fest verpflichtet und spielte bis Saisonende 14-mal in der Liga. Im Mai 2019 gewann die Mannschaft den Liechtensteiner Cup.  2019/20 absolvierte Antoniazzi 21 Ligaspiele, das Team stieg schlussendlich über die Barrage in die erstklassige Super League auf. Nachdem der Linksverteidiger bis Mitte Februar 2021 lediglich zweimal in der ersten Schweizer Liga zum Einsatz gekommen war, wurde er im selben Monat an den Zweitligisten FC Chiasso verliehen. Für die Südtessiner bestritt er elf Partien in der Challenge League, die Mannschaft stieg schliesslich als Tabellenletzter in die Promotion League ab. Im Sommer 2021 kehrte er zum FC Vaduz zurück, der inzwischen in die Challenge League abgestiegen war.
2022 schloss er sich dem FC Weesen der 1. Liga, der vierthöchsten Spielklasse, an.

### Nationalmannschaft
Antoniazzi spielte von 2015 bis 2017 insgesamt sieben Mal für diverse Schweizer Juniorennationalmannschaften. 

## Erfolge
- Liechtensteiner Cup: 2019, 2022